# Herrín de Campos
Herrín de Campos – gmina w Hiszpanii, w prowincji Valladolid, w Kastylii i León, o powierzchni 29,49 km². W 2011 roku gmina liczyła 155 mieszkańców.